# Yue Wai Chun
Yue Wai Chun ( 余惠俊 23 juin 1954 -  ), né à Hong Kong, diplômé de l'École polytechnique de Hong Kong et astronome amateur. Il a été vice-président de la Hong Kong Astronomical Society à plusieurs reprises et est actuellement le chef de l'équipe d'occultation de la société et le consultant de la Hong Kong Sky Viewing Society. Promouvoir l'observation de l'occultation et des éclairs lunaires ( phénomènes transitoires de la lune lorsque des météorites frappent la surface lunaire) à Hong Kong et en Chine, établir le premier réseau astronomique de Hong Kong Astro-Net , et promouvoir l'utilisation de satellites de navigation pour assister l'occultation Technologie de synchronisation et de positionnement des étoiles . Il a formulé divers critères de traduction pour les termes astronomiques, notamment : des critères de traduction chinois pour les comètes , des critères de traduction chinois pour les pluies de météores  , des critères de traduction chinois pour les étoiles et les exoplanètes , Directives sur le nommage des astéroïdes, Directives supplémentaires sur les noms d'étoiles chinoises.